# Lénárd Róbert
Lénárd Róbert (Zenta, 1983. május 9. –) vajdasági magyar drámaíró, rendező, színész.

## Életpályája
A Zentai Gimnázium befejezése után az Újvidéki Egyetem Bölcsészettudományi Karának Magyar Tanszékét látogatta, 2004-től pedig az újvidéki Művészeti Akadémia rendező szakán tanult Bora Drašković osztályában. A szabadkai Kosztolányi Dezső Színház munkatársa 2007-ben és 2008-ban, 2012-től az Újvidéki Színház művészeti munkatársa, majd művészeti vezetője.
A drámaszerzés és rendezés mellett filmkritikákat ír.

## Művei

### Drámakötetek
- (2015) Skizopolisz (drámák). Forum Könyvkiadó, Újvidék.

### Fontosabb színpadi szövegei
- (2017) Fekete (átirat Balogh István drámája nyomán)
- (2013) Tetkó (a Szabadkai Népszínház felolvasószínháza, rendező: Mácsai Endre; Móricz Zsigmond Színház, Nyíregyháza, rendező: Tasnádi Csaba)
- (2013) Skizopolisz (a Dramaturgok Céhének felolvasószínháza, POSZT, rendező: Rusznyák Gábor)
- (2012) Csontvacsora
- (2012) Virrasztók (Szabadkai Népszínház, rendező: Hernyák György)

## Rendezései
- (2018) Álmodozók. Egy forradalmi fantazmagória (Újvidéki Színház)
- (2018) Jarome David Salinger: Zabhegyező (Újvidéki Művészeti Akadémia)
- (2017) Christopher Marlowe: II. Edward (Újvidéki Színház)
- (2016) Svetislav Basara: Fáma a biciklistákról (Újvidéki Színház)
- (2015) Bernard-Marie Koltés: Részeg tárgyalás (Újvidéki Színház)
- (2014) Pajzán históriák (Tanyaszínház)
- (2014) Neusatzer Cabaret (Újvidéki Színház)
- (2013) Márai Sándor: Eszter hagyatéka (Spirit Színház, Budapest)
- (2010) X (Douglas Coupland szövegei alapján, Kosztolányi Dezső Színház, Szabadka)
- (2009) Marius von Mayenburg: Lángarc (Újvidéki Művészeti Akadémia)
- (2008) Brad Fraser: A szerelem igaz természete (Kosztolányi Dezső Színház, Szabadka, diplomamunka)

## Díjak
- Vajdasági Hivatásos Színházak 67. Fesztiválja: különdíj a Fáma a biciklistákról és a Fekete adaptációjáért
- Vajdasági Magyar Drámaíró Verseny XIII. - Legjobb rendezői díj II.